# TT68
| V22 · O34 | G40 | nfr | D2 · Z1 |

| V22 · O34 | G40 | nfr | D2 · Z1 |

TT68 (Theban Tomb 68) è la sigla che identifica una delle Tombe dei Nobili ubicate nell’area della cosiddetta Necropoli Tebana, sulla sponda occidentale del Nilo dinanzi alla città di Luxor, in Egitto. Destinata a sepolture di nobili e funzionari connessi alle case regnanti, specie del Nuovo Regno, l'area venne sfruttata, come necropoli, fin dall'Antico Regno e, successivamente, sino al periodo Saitico (con la XXVI dinastia) e Tolemaico.

## Titolare
TT68 era la tomba di:
| Titolare                                           | Titolo | Necropoli           | Dinastia/Periodo | Note                                           |
| -------------------------------------------------- | --- | ------------------- | ---------------- | ---------------------------------------------- |
| [Per?]-enkhnum, poi riutilizzata per Nespaneferher | Prete wab di Amon in Karnak e di Mut in Asher / Primo profeta di Amon, Capo degli scribi del tempio dei possedimenti di Amon | Sheikh Abd el-Qurna | XX- XXI dinastia | versante nord-est della collina, sopra la TT69 |

## Biografia
La tomba venne originariamente realizzata per il prete wab [Per?]-enkhnum e poi usurpata da Nespaneferher il cui padre era Iufenamon, e la cui moglie era Tabekenmut, cantatrice del (?) di Mut. Uno dei figli, verosimilmente di Nespaneferher, si chiamava Hor. Nespaneferher svolse parte della sua attività mentre era Primo profeta di Amon Herihor-Siamon.

## La tomba
TT68, molto piccola, si sviluppa con forma a "T" rovesciata tipica di analoghe sepolture dello stesso periodo. Ad un corridoio segue una camera trasversale in cui tutti i dipinti, realizzati per il titolare originario, sono stati usurpati da Nespaneferher. I pochi ancora leggibili, e comunque incompiuti, rappresentano il defunto in adorazione, con la moglie, di tre vacche sacre rappresentanti Hathor. In altra scena, il defunto deposto nel sarcofago.
Un brevissimo corridoio dà accesso a una camera perpendicolare alla camera trasversale sulle cui pareti sono rappresentate scene del defunto e di un uomo in atto di offertorio a Ra-Horakhti e a una dea (?). In altra scena ancora offertori a Sokar e banchetto, cui partecipano il defunto e la moglie, con musici. Il soffitto reca testi sacri con un inno a Osiride, nella parte nord, e i resti di un elenco di titoli di [Per?]-enkhnum, nella parte sud.

### Annotazioni
1. ↑  La prima numerazione delle tombe, dalla numero 1 alla 253, risale al 1913 con l’edizione del "Topographical Catalogue of the Private Tombs of Thebes" di Alan Gardiner e Arthur Weigall. Le tombe erano numerate in ordine di scoperta e non geografico; ugualmente in ordine cronologico di scoperta sono le tombe dalla 253 in poi.
2. ↑  I campi della Duat, ovvero l'aldilà egizio, si trovavano, secondo le credenze, proprio sulla riva occidentale del grande fiume.
3. ↑  Nella sua epoca di utilizzo, l'area era nota come "Quella di fronte al suo Signore" (con riferimento alla riva orientale, dove si trovavano le strutture dei Palazzi di residenza dei re e i templi dei principali dei) o, più semplicemente, "Occidente di Tebe".
4. ↑  le Tombe dei Nobili, benché raggruppate in un'unica area, sono di fatto distribuite su più necropoli distinte.
5. ↑  Le note, sovente di inquadramento topografico della tomba, sono tratte dal "Topographical Catalogue" di Gardiner e Weigall, ed. 1913 e fanno perciò riferimento alla situazione dell'epoca.
6. ↑  I preti "wab", ma anche "uab", o "uebu", appartenevano al basso clero ed erano incaricati della manutenzione degli strumenti del culto e degli oggetti comunque ad esso connessi. A loro competeva il lavacro e l'abbigliamento giornaliero della statua del dio presso cui operavano e a loro competeva il trasporto della statua del dio (generalmente su una barca sacra) durante le cerimonie. Erano gerarchicamente sottoposti ad un "grande prete wab" cui competevano le operazioni giornaliere di culto della divinità.
7. ↑  La figura maschile rimpiazza una figura femminile preesistente e forse relativa al primo occupante della tomba.

### Fonti
1. 1 2  Porter e Moss 1927,  p. 133.
2. ↑  Gardiner e Weigall 1913.
3. ↑  Donadoni 1999,  p. 115.
4. ↑  Gardiner e Weigall 1913, pp. 22-23.
5. ↑  Porter e Moss 1927,  pp. 133-134.
6. ↑  Porter e Moss 1927,  p. 134.